# ТЕ4
ТЕ4 (Тепловоз з Електричною передачею, 4-та серія) — радянський дослідний магістральний трисекційний вантажний тепловоз, побудований 1952 Харківським заводом транспортного машинобудування ім. Малишева в єдиному екземплярі на базі серійного магістрального тепловоза ТЕ2, для вивчення застосування генераторного газу як палива на локомотивах.

## Конструкція
На відміну від свого прототипа ТЕ2 був сконструйований трисекційним, з середньою секцією, де була розміщена газогенераторна установка. Також на ньому був встановлений змінений варіант дизельного двигуна Д50 — Д55, основні відмінності від базової моделі були в роботі двигуна з генераторним газом.

## Експлуатація
Спочатку тепловоз проходив випробування на Південній залізниці, на ділянці Харків — Основа, після чого в 1953 був відправлений на випробування на експериментальне кільце ВНДІЗТ в Щербинці. Після випробування на дослідному кільці, тепловоз надійшов для дослідної експлуатації в локомотивне депо Верхній Баскунчак Приволзької залізниці. Деякий час тепловоз також експлуатувався в депо Баладжари Азербайджанської залізниці, після чого знову повернувся для експлуатації в депо Верхній Баскунчак.
Приблизно 1960 тепловоз був переобладнаний, середня секція була відчеплена, двигуни були замінені на стандартні базові моделі Д50. Тепловоз отримав позначення ТЕ2-001, на відміну від першого тепловоза ТЕ2, який був позначений як ТЕ2-20-001.